# Parque natural das Lagunas de La Mata y Torrevieja

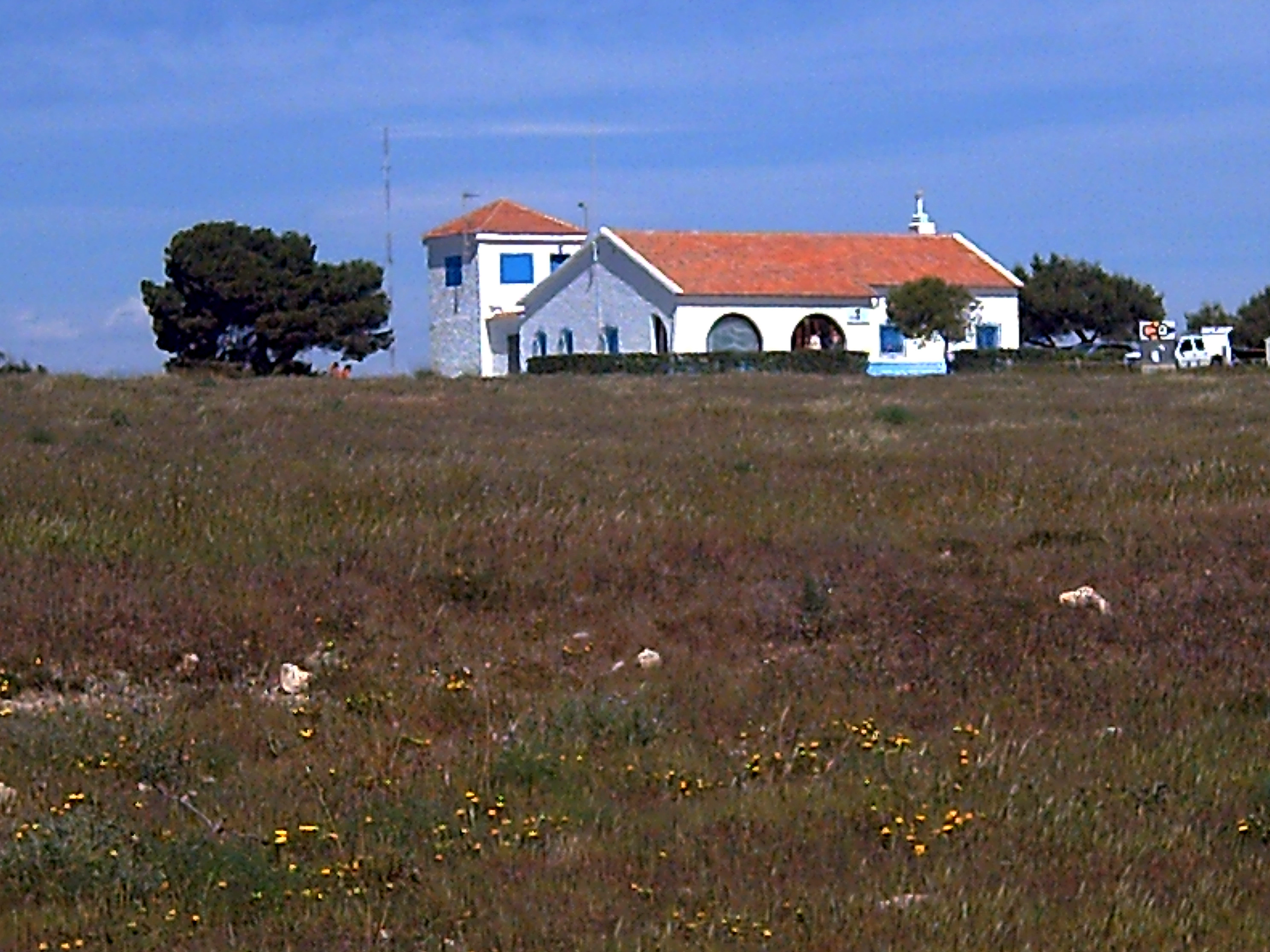
O Centro de Visitantes do Parque Natural.

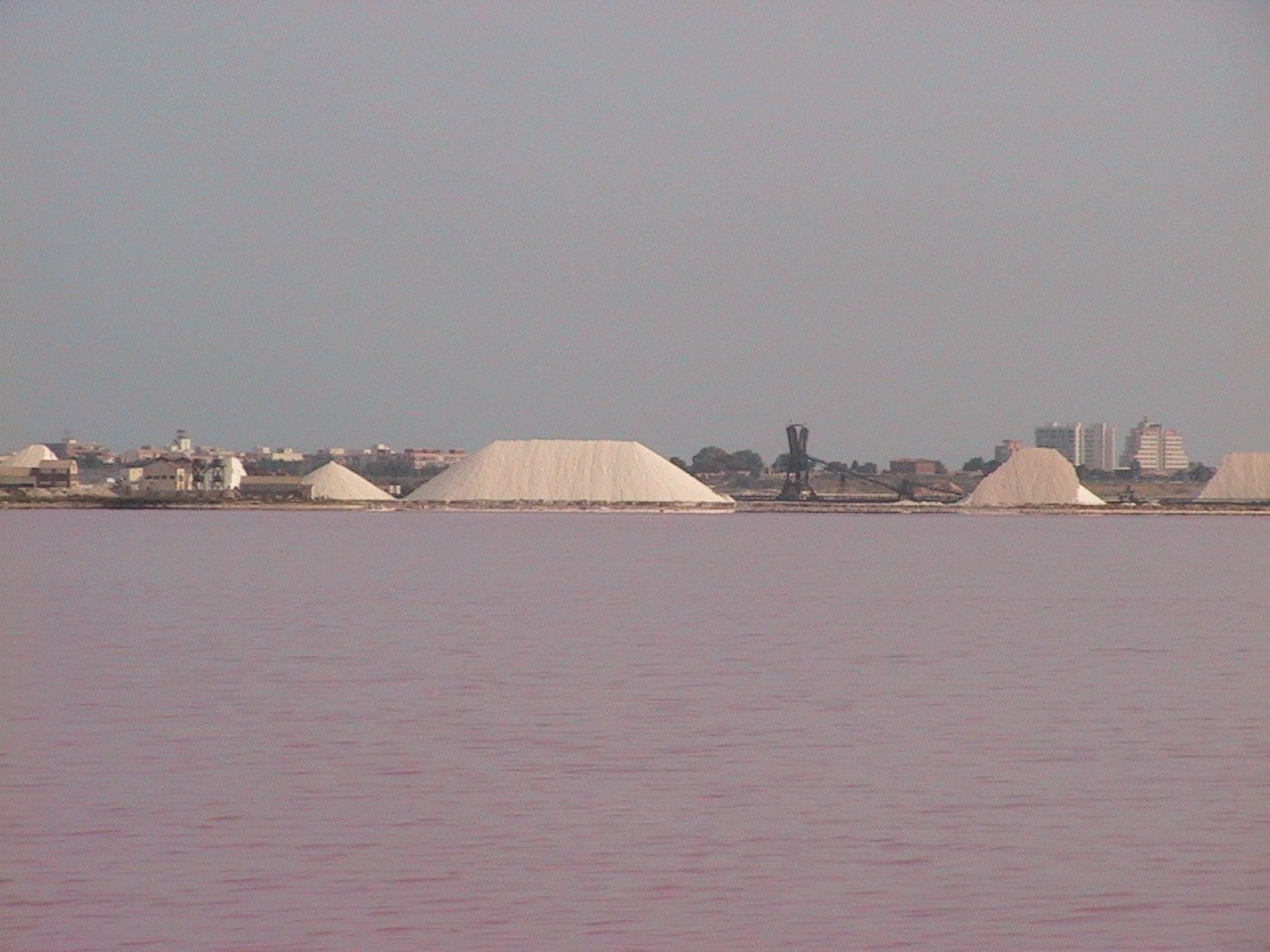
Vista parcial das salinas: A cor rojizo do água proporcionam-no umas algas que vivem em ambientes salinos.

As lagoas da mata e Torrevieja são um parque natural da província de Alicante, na Comunidade Valenciana, Espanha. Encontram-se na comarca da [Vega Baja del Segura|Vega Baja]] do Segura, ocupando parte dos termos municipais de Torrevieja, Guardamar del Segura, Los Montesinos e Rojales.
Junto com os vizinhos parques naturais de El Hondo e as Salinas de Santa Pola, formam um triângulo de banhados de uma importância crucial para o desenvolvimento dos ciclos biológicos de numerosas espécies que o utilizam tanto em suas migrações como em sua nidificação ou invernação.
O Parque compõem-no duas lagoas separadas entre si por um anticlinal chamado "El Chaparral". Um canal une ambas depressões que também estão comunicadas de forma artificial com o mar por meio de outros dois canais conhecidos como "Acequiones", conformando assim uma unidade de exploração salineira.

## História
As lagoas da Mata e Torrevieja já se exploravam em 1321, data em que a segunda foi cedida pela Coroa à cidade de Orihuela. A Mata foi outorgada a Orihuela no ano 1364, depois de ser confiscada a Guardamar, ainda que cedo voltaria a ser posse da Coroa. Mais tarde, em 1389, a própria Coroa concedeu à mesma população a possibilidade de transformar a lagoa de Torrevieja em albufeira com o fim de exploras a pesca, mas a construção do Acequión que a comunicava com o mar se demorou quase um século, e foi em 1482 quando se comprovou a inviabilidade do projeto ao não entrar os peixes na lagoa pela elevada salinidade de suas águas.
Desde o século XV, a lagoa de Mata foi um dos principais centros produtivos e exportadores de sal do Mediterrâneo, sendo seu porto assiduamente visitado por navios de numerosos estados europeus. Em 1759, declarou-se a reversão da propriedade da lagoa de Torrevieja ao Estado, iniciando poucos anos depois as primeiras provas de extração de sal nela, baixo a direção do Administrador das Reais Salinas da Mata. As melhores condições portuárias de Torrevieja e o sismo de 1802, que danificou as instalações da Mata, condicionaram a conversão da Administração a Torrevieja.
Desde então vieram-se explorando as lagoas para a extração de sal e sua exportação por toda Europa. Não seria até os anos 1980 quando a consciência pela natureza que rodeia este meio fora objeto de debate para sua proteção. Foi declarado parque natural em 1988 pela Generalitat Valenciana, mas o decreto foi anulado por problemas de forma dois anos depois. A declaração definitiva produziu-se a 10 de dezembro de 1996.

## Geografia
Este lugar tem uma extensão de 3.743 hectares. Delas, 2100 são espelhos de água (1400 hectares a lagoa de Torrevieja e 700 da Mata). Encontra-se situado na comarca da Vega Baja do rio Segura, ao sul da província de Alicante.
Sua superfície pertence em sua maior parte ao município de Torrevieja, ainda que pequenas zonas do mesmo estendem-se pelos termos municipais de Guardamar del Segura, Rojales e Los Montesinos.
O parque natural está definido principalmente por habitats salinos (lagoas) e meios terrestres afetados por alto conteúdo em sais (saladares), mas também por habitats unidos a relevos baixos (El Chaparral), zonas arborizadas de pinhais, cursos de água de natureza doce (barrancos e ramblas) e por último zonas agrícolas. Destas últimas destaca a existência de vinhedos, com algumas das variedades de uva mais importantes do Mediterrâneo: a Moscatel de Alexandria e a Merseguera.

### Orografia
O parque encontra-se situado numa bacia quaternaria formada pelos relevos correspondentes ao grupo de falhas da parte baixa do rio Segura. Existem duas lagoas principais: a de Torrevieja, de uma extensão de 1400 hectares e com um eixo maior de 5500 metros; e a da mata, que está situada um quilómetro e meio ao nordeste da anterior e dispõe de 700 hectares de superfície. Nestas lagoas recolhe-se a água proporcionada por uma rede de barrancos e ramblas provenientes da próxima serra de San Miguel de Salinas.
As duas lagoas encontram-se separadas por um anticlinal, chamado o Chaparral, e encontram-se ligadas de maneira artificial com o mar mediante um canal conhecido como o Acequión, que se construiu para a exploração das salinas de Torrevieja. A extração de sal encontra-se em exploração desde o século XIII.

### Clima
O parque apresenta um clima mediterráneo árido e seco, próprio do sudeste da península ibérica, com umas precipitações médias anuais de menos de 300 mm. Em geral, a humidade das lagoas e a cercania do mar fazem deste lugar um meio natural mais variado que a área circundante. O parque goza a mais de 3000 horas de sol ao ano, com verões quentes e invernos suaves.

## Flora

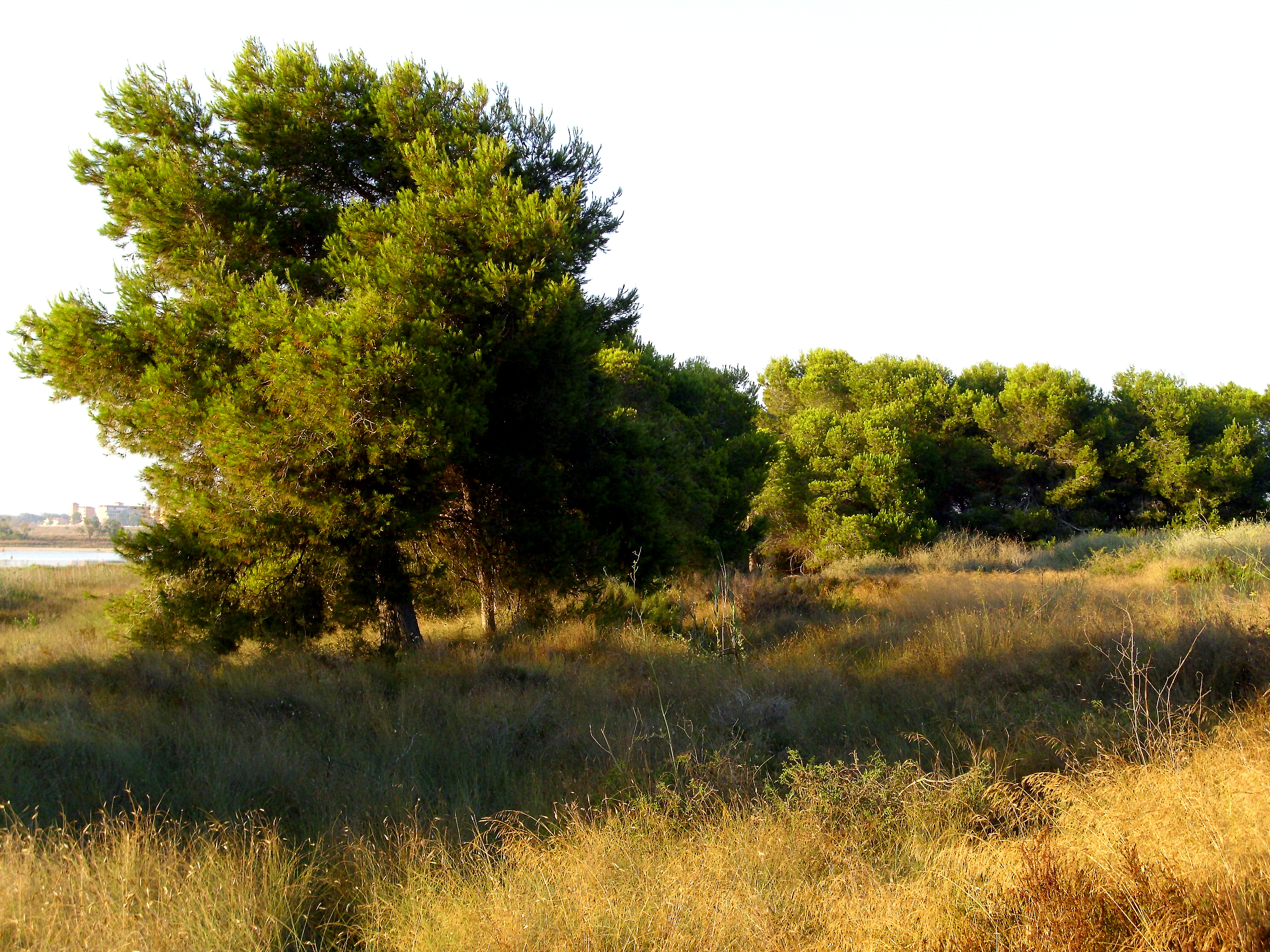
Pinheiro carrascos na orla da Lagoa da mata

No interior das lagoas a vegetação é quase inexistente devido à alta salinidade de suas águas, mas nas redondezas e as bordas das lagoas existem diversas instâncias próprias do saladar como Arthrocnemum macrostachyum, Juncus subulatus ou Juncus acutus subsp. acutus e espécies dos géneros Suaeda, Salicornia e Salsola.
Também se encontram as estepas com saladilhas (Limonium vulgare) e os senecios (Senecio auricula). Junto a estes se encontra a orquídea silvestre Orchis collina, que apresenta a maior população da Comunidade Valenciana e está classificada como espécie vulnerável.
Ao sul da lagoa da mata existe uma zona com vegetação típica mediterrânea como o coscojar ("Quercus coccifera"), o pinheiro carrasco ("pinus halepensis"), o tomillo, o albardin ("Lygeum spartum") e uma pinada de repopulação de pinheiro piñonero ("Pinus pinea"), pinheiro carrasco ("pinus halepensis") e eucaliptos (Eucalyptus gomphocephala).
Em zonas onde existem nascentes de águas superficiais como ocorre na orla norte da lagoa da Mata e em alguns trechos isolados de Torrevieja, se dão condições para a existência de saladar-humido, existindo formações de carrizal-juncal, com Phragmites communis, Cladium mariscus, etc.
Em zonas com salinidade pouco pronunciada, mas que não se encontram encharcadas, se podem encontrar instâncias de taray e siemprevivas.

## Fauna

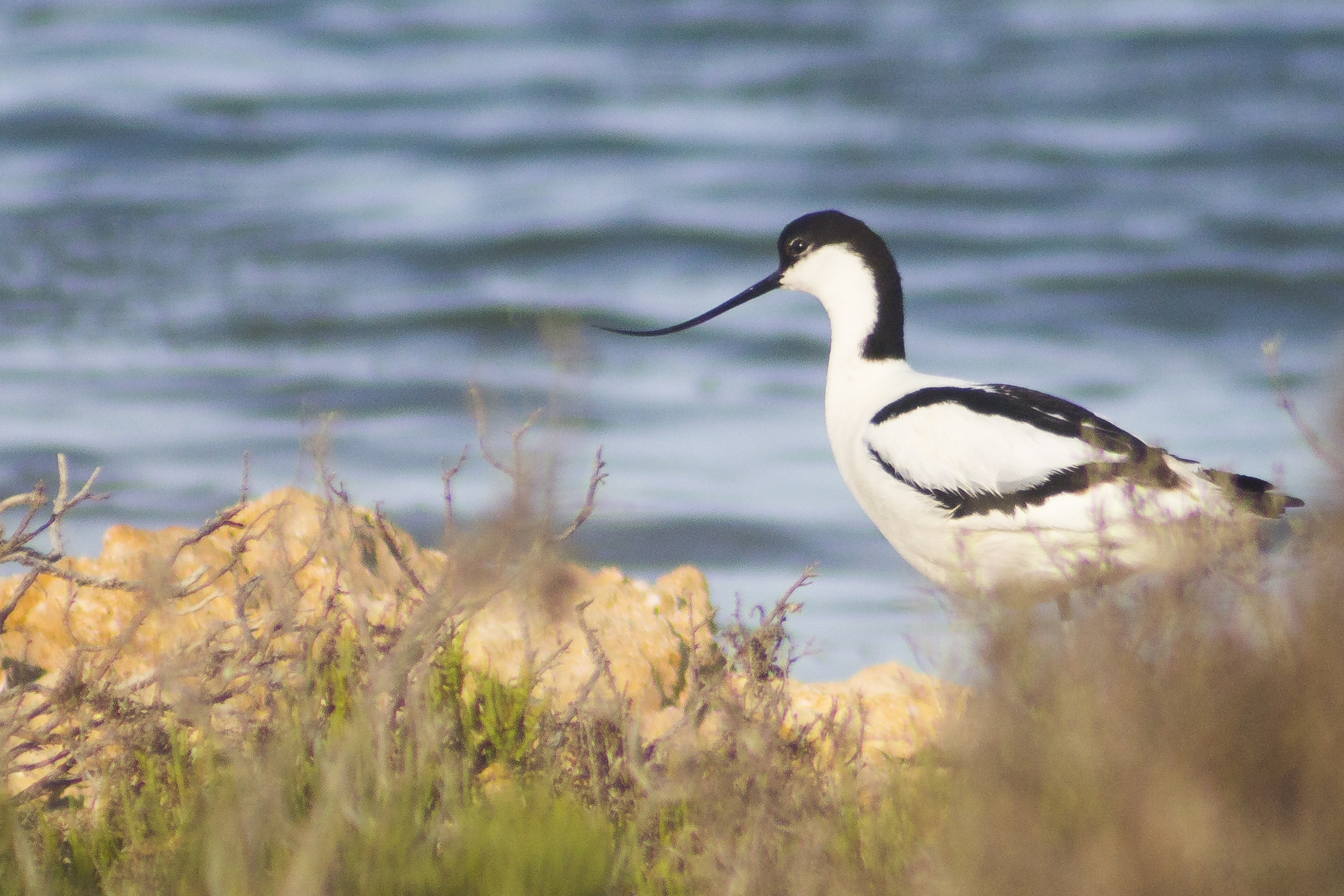
Avoceta comum na lagoa da mata

Sem lugar a dúvidas, uma das espécies mais apreciadas do parque é o flamengo comum, que chega a contar com 2000 instâncias durante a temporada de rebentos. Também é importante a presença do zampullín cuellinegro, com até 3000 instâncias.
Do resto de aves também são de destacar a cigüeñuela, o tarro alvo, o aguilucho cenizo, a avoceta comum, o chorlitejo patinegro, o charrán comum, o charrancito e o alcaraván.
Por último é importante mencionar a existência da artemia salina, um crustáceo pouco comum devido ao elevado nível de salinidade que precisa nas águas nas que vive.

## Acessos
O parque está atravessado pela estrada N-332, existindo um desvio à altura da localidade de Torrelamata. À entrada do parque existe um Centro de Interpretação que facilita informação sobre o parque e oferece itinerários de visita.